# Cesare Casadei
Cesare Casadei (* 10. Januar 2003 in Ravenna) ist ein italienischer Fußballspieler, der beim FC Torino unter Vertrag steht.

## Karriere

### Verein
Casadei begann mit dem Fußballspielen bei ASD Cervia 1920, bevor er zu AC Cesena wechselte. Nachdem der letztgenannte Verein vor der Pleite stand, wechselte der Mittelfeldspieler 2018 zu Inter Mailand, wo er sich schnell in der Jugend durchsetzte, 2019 die nationale U17-Meisterschaft gewann und mit nur 17 Jahren in die U19-Auswahl aufstieg. Im Oktober 2021 wurde er in die Liste Next Generation der 60 größten Talente des Jahrgangs 2003 der britischen Zeitung The Guardian gewählt. Im folgenden Jahr wurde Casadei erstmals in die erste Mannschaft von Inter berufen und gewann mit der U19 von Inter die Campionato Primavera 1.
Am 19. August 2022 wurde bekannt gegeben, dass sich der FC Chelsea mit Inter Mailand auf die Verpflichtung von Cesare Casadei geeinigt hatte. Für den Jugendspieler, der bis dahin noch kein Pflichtspiel im Profisport absolviert hatte, zahlten die Londoner eine Ablösesumme von mindestens 15 Millionen Euro, plus Bonuszahlungen von bis zu 5 Millionen Euro. Er unterschrieb einen Vertrag bis zum 30. Juni 2028. Bei Chelsea spielte er für die Reservemannschaft, bevor er im Januar 2023 an den FC Reading in die EFL Championship verliehen wurde. In der restlichen Saison 2022/23 erhielt er 15 Einsätze, konnte den Abstieg des Vereins in die dritte Liga allerdings nicht verhindern.
Im August 2023 folgte eine Leihe zu Leicester City. Diese wurde Mitte Januar 2024 vorzeitig beendet.
Am 3. Februar 2025 kehrte Casadei zurück in die Italienische Serie A, indem er einen Vertrag mit FC Torino unterschrieb.

### Nationalmannschaft
Casadei hat Italien in fast allen Jugendnationalmannschaften vertreten, von der U-16- bis zur U-21-Nationalmannschaft. Im Mai 2023 wurde er in die italienische Auswahl berufen, die an der FIFA U-20-Weltmeisterschaft in Argentinien teilnahm. Er verhalf Italien zum Einzug ins Finale, das die Azzurrini schließlich gegen Uruguay verloren, und wurde sowohl mit dem Goldenen Ball als auch mit dem Goldenen Schuh ausgezeichnet, als bester Spieler und als bester Torschütze des Turniers mit sieben Treffern.
Im März 2025 wurde Casadei von Cheftrainer der italienischen Fußballnationalmannschaft Luciano Spalletti in den Kader der italienischen Nationalmannschaft für die Nations-League-Viertelfinalspiele gegen Deutschland am 20. und 23. März berufen.

## Titel und Auszeichnungen
Titel
- Italienischer A-Junioren-Meister: 2022

Auszeichnungen
- Torschützenkönig der U20-Weltmeisterschaft: 2023 (7 Tore)
- Bester Spieler der U20-Weltmeisterschaft: 2023